# Juraj Gavlák
Juraj Gavlák (* 30. dubna 1979) je slovenský basketbalista hrající českou Národní basketbalovou ligu za tým Geofin Nový Jičín. Hraje na pozici rozehrávače.
Je vysoký 185 cm, váží 83 kg.
Jedná se o člena slovenské reprezentace.

## Kariéra
- 1996 - 2001 : Váhostav Žilina (slovenská liga)
- 2001 - 2006 : NH Ostrava
- 2006 - 2007 : Mlékárna Kunín
- 2007 - 2008 : Geofin Nový Jičín

## Statistiky
| Sezóna   | Soutěž      | Odehrané minuty | Průměr na zápas | Body | Průměr na zápas |
| -------- | ----------- | --------------- | --------------- | ---- | --------------- |
| 2001/02  | Mattoni NBL | 676.4           | 22.5            | 274  | 9.1             |
| 2002/03  | Mattoni NBL | 833.5           | 26.0            | 380  | 11.9            |
| 2003/04  | Mattoni NBL | 1093.6          | 32.2            | 601  | 17.7            |
| 2004/05  | Mattoni NBL | 1220.5          | 34.9            | 538  | 15.4            |
| 2005/06  | Mattoni NBL | 1080.0          | 33.7            | 467  | 14.6            |
| 2006/07* | Mattoni NBL | 549.4           | 28.9            | 210  | 11.1            |

```
*Rozehraná sezóna - údaje k 20.1.2007
```